# 金长莲
金长莲（学名：Staurogyne sichuanica）为爵床科叉柱花属的植物，为中国的特有植物。分布在中国大陆的四川等地，生长于海拔560米至1,000米的地区，多生长在竹林下，目前尚未由人工引种栽培。

## 别名
秤砣草（四川合江）